# William Cooper (Cricketspieler)
William Henry Cooper (* 11. September 1849 in Maidstone, Vereinigtes Königreich; † 5. April 1939 in Melbourne, Australien) war ein australischer Cricketspieler, der zwischen 1881 und 1884 für die australische Nationalmannschaft spielte.

## Kindheit und Ausbildung
In Kent geboren siedelte Cooper mit acht Jahren nach Australien über.

## Aktive Karriere
Cooper begann erst mit 27 Jahren ernsthaft Cricket zu spielen, nachdem er aus medizinischen Gründen dazu aufgefordert wurde. In der Saison 1878/79 gab er sein First-Class-Debüt und spielte in der Folge für Victoria. Für die stieg er später dann auch zum Kapitän auf. Sein Test-Debüt für die Nationalmannschaft folgte beim ersten Test in der Saison 1881/82 gegen England. Dabei konnte er insgesamt neun Wickets (3/80 & 6/120) erzielen. Er reiste unter Kapitän Billy Murdoch in der Saison 1884 nach England, bestritt dort jedoch keinen Test. Seinen zweiten und letzten Test absolvierte er zurück in Australien, konnte dort jedoch nicht herausragen. Sein letztes First-Class-Spiel absolvierte er in der Saison 1886/87.

## Nach der aktiven Karriere
Neben dem aktiven Cricket betätigte er sich nach der Karriere als Selektor für Victoria und stieg zum Vize-Präsident der Victoria Cricket Association auf. Er verstarb im Alter von 89 Jahren im April 1939. Sein Ur-Enkel Paul Sheahan spielte ebenfalls in der australischen Cricket-Nationalmannschaft.